# Joe Tex
Joe Tex, de son vrai nom Joseph Arrington Jr., né le 8 août 1933 à Rogers, au Texas et mort le 13 août 1982, à Navasota (Texas, USA), est un chanteur, auteur et compositeur de musique soul américain. Surnommé « The Preacher », il s'est exprimé dans un style proche de celui de James Brown.

## Biographie
Né à Rogers, au Texas, Joe Tex est élevé dans la ville de Baytown. Sa carrière de chanteur professionnel commence sur scène à New York, à l'Apollo Theater. En 1954, il remporte la première place d'un concours de talents et obtient un contrat de disque. Ses premières séances de King Records, Ace Records et Anna donnent des ventes décevantes. Tex perfectionne ses talents de compositeur. Sa reprise de James Brown de Baby You'Re Right (1962) devient un hit, qui amène Joe Tex à signer chez Dial Records.
Même si ses premières productions sont prometteuses, ce n'est qu'en 1965 que Tex rencontre le succès, guidé à Nashville, par le producteur musical, Buddy Killen. Enregistré chez Fame, aux fameux studios Muscle Shoals, en Alabama, et distribué par Atlantic sur le label Dial Killen, Hold What You've Got atteint le top 5 pop américain et tient 11 semaines dans le Billboard Hot 100 : le disque se vend à un million d'exemplaires en 1966.
D'autres singles suivent, à savoir A Woman Can Change a Man et The Love You Save (May Be Your Own), qui sont tous les deux des ballades. Mais un changement de tempo apporte aussi des succès comme SYSLJFM (The Letter Song) (1966) et Show Me (1967). Cette dernière est adaptée par Claude François sous le titre Cherche, qui ouvre ses concerts. Rien qu'en 1965, Joe Tex sort sept singles, puis six en 1966 et cinq en 1967. Il publie plus de trente singles avant la sortie de son premier album, en 1965.
Pendant ce temps les singles Skinny Legs and All et Men Are Getting Scarce sont devenus des succès majeurs pour Tex. Skinny Legs and All est vendu à deux millions d'exemplaires en 15 semaines dans les charts. Il reçoit un disque d'or par la Recording Industry Association of America (RIAA) en janvier 1968. Son dernier grand succès de cette époque est I Gotcha, également écrit par Tex et sorti en janvier 1972, resté pendant 20 semaines dans les listes. Le disque d'or RIAA lui est remis le 22 mars, 1972. Il se vend à plus de deux millions d'exemplaires en août de cette année. À la suite de sa sortie, Tex décide de se retirer.
Il revient à la musique en 1975 et connaît, deux ans plus tard, une remontée frappante avec Ain't Gonna Bump No More (With No Big Fat Woman), qui est n° 12 aux États-Unis. Dans les années 1980, il décide de se retirer. Il se consacre à l'islam, à son ranch au Texas et aux Houston Oilers, une équipe de football.

## Discographie
- 1964 : Hold On
- 1965 : Hold What You've Got
- 1965 : The New Boss
- 1965 : You Better Get It
- 1966 : The Love You Save
- 1966 : I've Got to Do a Little Bit Better
- 1967 : The Soul of Joe Tex
- 1967 : Skinny Legs and All
- 1968 : Live and Lively
- 1968 : Soul Country
- 1969 : Buying A Book
- 1969 : Happy Soul
- 1970 : J.T. Sings with Strings and Things
- 1972 : I Gotcha
- 1972 : From the Roots Came the Rapper
- 1973 : Spills the Beans
- 1976 : Have You Ever
- 1976 : Ain't Gonna Bump No More
- 1977 : Bumps & Bruises
- 1978 : Rub Down
- 1979 : He Who Is Without Funk Cast the First Stone